# Pierino Prati
Pierino Prati (ur. 13 grudnia 1946 w Cinisello Balsamo, zm. 22 czerwca 2020) – włoski piłkarz.
Zadebiutował w Serie A w sezonie 1966/67 w barwach A.C. Milan, po czym został wypożyczony do Savony spędzając sezon w Serie B. Następnie powrócił do mediolańskiego klubu.
W kolejnym sezonie (1967/68) w znacznym stopniu przyczynił się do zdobycia przez Milan mistrzostwa Włoch i Pucharu Zdobywców Pucharów. W Serie A strzelił 15 bramek, co dało mu tytuł króla strzelców. W tym samym roku z reprezentacją Włoch wystąpił w finałach mistrzostw Europy, gdzie Włosi zdobyli złoty medal.
W sezonie 1968/69 wraz z Milanem zdobył kolejne trofea - Puchar Europy i Puchar Interkontynentalny. W roku 1970 pojechał na mistrzostwa świata w Meksyku, jednak nie zagrał ani jednego spotkania. 2 lata później do swojej kolekcji trofeów dołożył Puchar Włoch, a w roku 1973 - kolejny Puchar Zdobywców Pucharów. W tym samym roku Prati opuścił Milan (102 bramki w 209 spotkaniach), przenosząc się do Romy. Następnie grał w Fiorentinie, Savonie oraz Rochester Lancers.
Prati w rzymskim zespole nie osiągnął większych sukcesów. Karierę zakończył w Serie C2, w zespole Savony.
W reprezentacji zagrał 14 spotkań, strzelając w nich 7 bramek.